# Stema municipiului Brăila

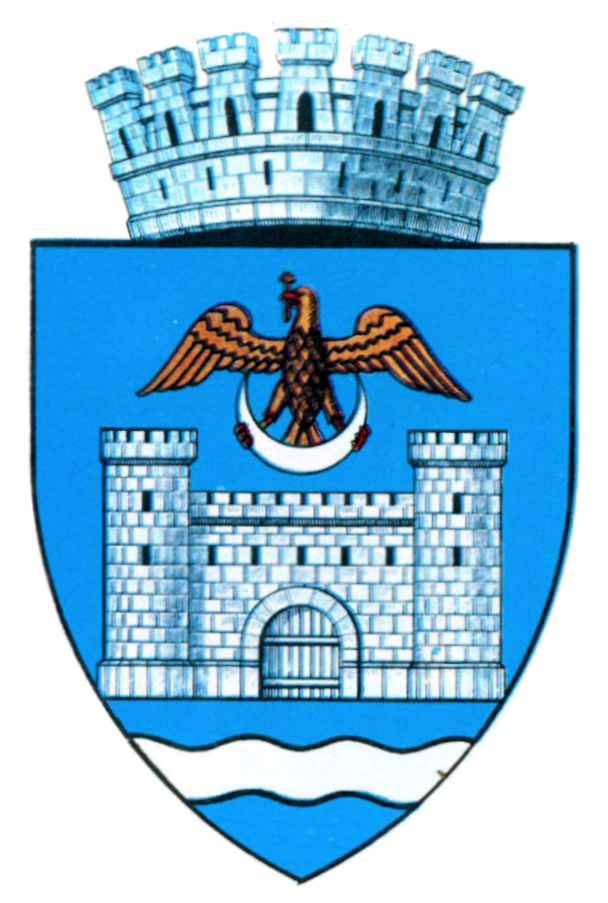
Stema municipiului Brăila

Stema municipiului Brăila a fost aprobata pe 18 decembrie 2002. Aceasta se compune dintr-un scut cu baza curbată. Pe fond albastru, o cetate crenelată, de argint, având poarta închisă, cu două turnuri laterale rotunde deasupra construcției. Între cele două turnuri se află o acvilă cruciată de aur privind spre dreapta, cu aripile întinse, ciocul roșu și ținând în gheare, de asemenea roșii, o semilună de argint, cu colțurile în sus.
În câmpul inferior, un brâu undat, de argint. Scutul este timbrat de o coroană murală de argint, formată din șapte turnuri crenelate. 
Semnificația elementelor însumate:
- Construcția simbolizează vechea cetate a Brăilei.
- Brâul reprezintă fluviul Dunărea.
- Acvila cruciată care ține în gheare semiluna simbolizează victoriile românilor în confruntările cu Poarta otomană.
- Turnurile crenelate, în număr de șapte, conferă localității rangul de municipiu reședință de județ.